# پیلسته (آلبوم عمر آپولو)
پیلسته (انگلیسی: Ivory) نخستین آلبوم استودیویی خواننده آمریکایی عمر اپالو است که در ۸ آوریل ۲۰۲۲ منتشر شد.